# Conferința de la Madrid (1991)

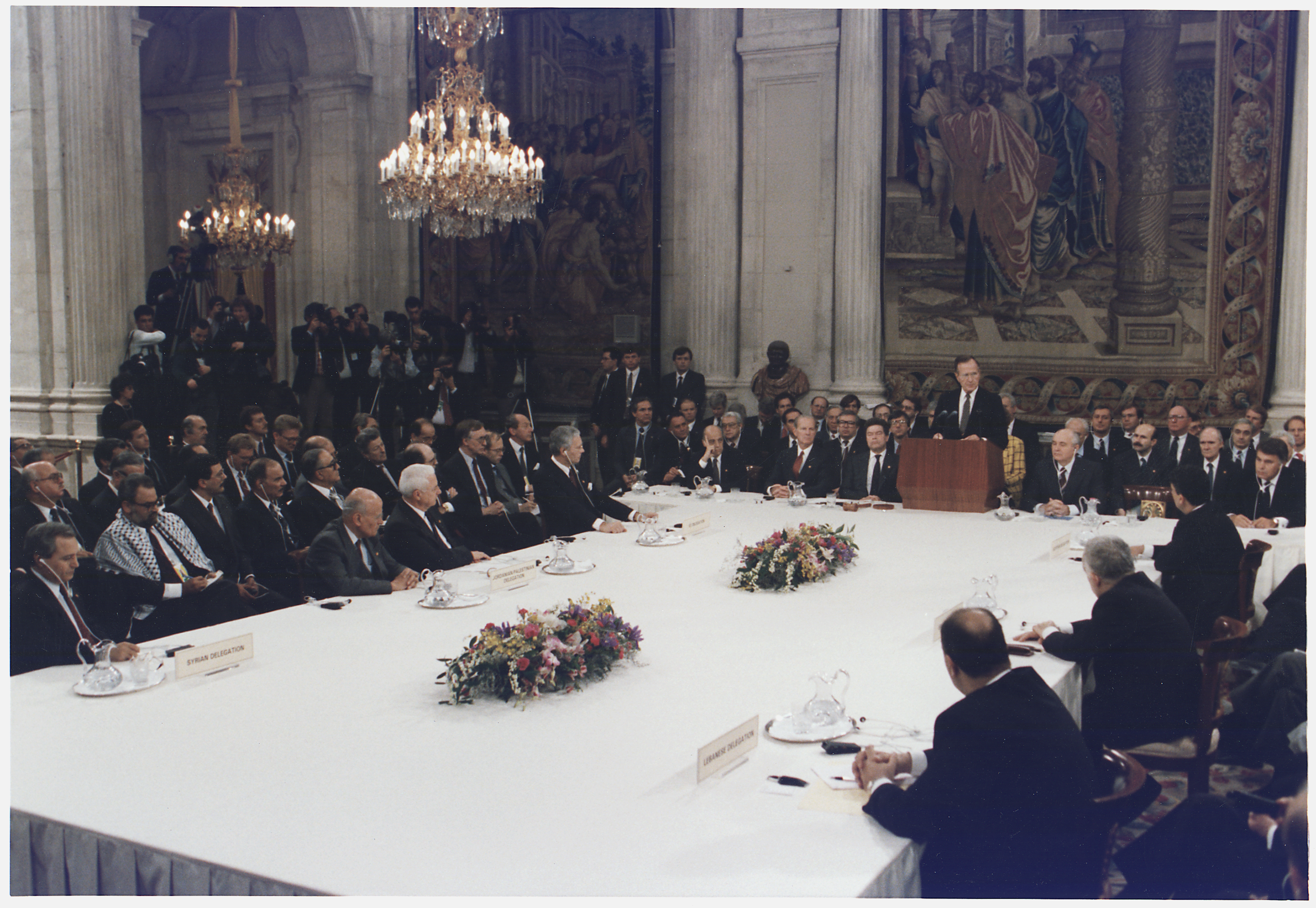
Conferința de la Madrid. 30 octombrie 1991 - Președintele S.U.A. George Bush ține discursul la inaugurarea conferinței

Conferința de la Madrid din 1991 (în arabă مؤتمر مدريد, transliterat: Muthamar Madrid, în ebraică ועידת מדריד, transliterat: Veyidat Madrid) a fost o conferință de pace asupra conflictului din Orientul Apropiat care s-a desfășurat între 30 octombrie și 1 noiembrie 1991 la Madrid, fiind găzduită de Spania și având auspiciile Statelor Unite și ale Uniunii Sovietice.
Ea a reprezentat o încercare a comunității internaționale de a da impuls unui proces de pace între Israel și vecinii arabi cu care se găsea în conflict - arabii palestinieni, Iordania, Siria și Libanul prin mijlocirea negocierilor bilaterale.
Conferința a fost urmată după 3 noiembrie 1991 de negocieri bilaterale între Israel, de o parte, și delegația comună iordano-palestiniană și delegații ale Siriei și Libanului. De la 9 decembrie 1991 au avut loc întâlniri bilaterale la Washington, apoi la  28 ianuarie 1992 la Moscova între Israel și delegația iordano-palestiniană, dar, de data aceasta, fără participarea Siriei și a Libanului.

## Contextul
Ideea conferinței internaționale a fost emisă de Secretarul de stat american George P. Shultz în timpul administrației președintelui Ronald Reagan dar a fost respinsă de premierul israelian Itzhak Shamir, în conformitate cu poziția tradițională a Israelului care opta pentru negocieri directe cu statele arabe.
Președintele George Bush și echipa sa a adoptat o linie declarativă ceva mai rezervată fața de Israel decât precedesorul său, Reagan, ceea ce a slujit ulterior poziția sa de mediator în ochii statelor arabe conservatoare.  Astfel, la 22 mai 1989 noul secretar de stat James Baker a susținut în fața unei ședințe a lobby-ului evreiesc din Statele Unite - AIPAC, că Israelul trebuie să înceteze să aspire la un „Mare Israel” și să respecte drepturile politice ale palestinienilor.    
As early as 22 May 1989, US Secretary of State James Baker stated to an AIPAC audience that Israel should abandon its expansionist policies; this remark took many as a signal that the pro-Israel Reagan years were over. After the Gulf War on 6 March 1991, President George H.W. Bush addressed Congress in a speech often cited as the Bush administration’s principal policy statement on the new order in the Middle East following the expulsion of Iraqi forces from Kuwait.[1][2] In addition to maintaining a permanent U.S. naval presence in the Gulf, providing funds for Middle East development, and instituting safeguards against the spread of unconventional weapons, Michael Oren notes "The centerpiece of his program, however, was the achievement of an Arab-Israeli treaty based on the territory-for-peace principle and the fulfillment of Palestinian rights." 

În urma Primului Război din Golf din ianuarie 1991 administrația americană a apreciat ca s-au deschis noi ocazii de negocieri în virtutea noii atmosfere create de cooperarea reușită dintre Statele Unite, Uniunea Sovietică, și mai multe state arabe (inclusiv Egiptul și Siria) care au participat la coaliția de 33 țări împotriva agresiunii lui Saddam Hussein în Kuweit, și de linia tactică, adoptată de Israel, sub conducerea lui Shamir , care, pentru a nu provoca destrămarea coaliției, s-a abținut de a riposta la atacurile irakiene cu rachete asupra teritoriului său, .

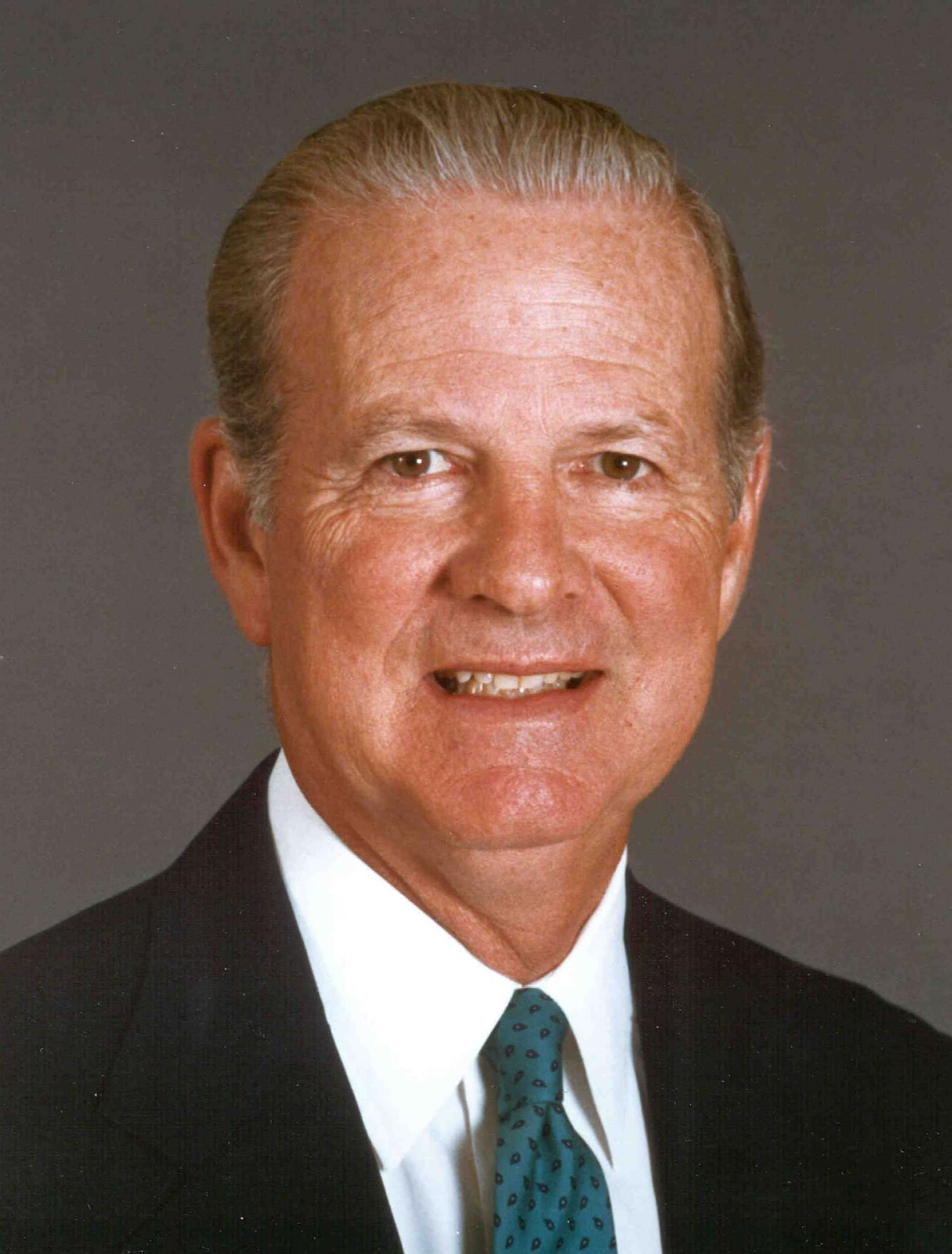
Secretarul de stat al S.U.A., James Baker

Secretarul de stat James Baker a făcut cu multă energie, vizite repetate in Orientul Apropiat pentru a convinge părțile din conflictul arabo-israelian să accepte întrunirea unei conferințe internaționale de pace. Premierul Shamir a consimțit, după ce au fost acceptate condiții puse de Israel  - ca arabii palestinieni să nu fie reprezentați de Organizația pentru Eliberarea Palestinei, ci de delegați din afara acestei organizații, și aceasta în cadrul unei delegații comune cu Iordania. Israelul a insistat ca forumul conferinței să nu fie permanent și obligatoriu fără consimțământul părților, negocierile să fie bilaterale și nu sub auspiciile Organizației Națiunilor Unite. Palestinienii și iordanienii se simțeau în acele timpuri într-o poziție incomodă, fiind suspectați de a fi colaborat cu Saddam Hussein. Israelul a cerut ca la dezbaterile multilaterale ale conferinței să nu fie invitate părți terțe care nu au relații diplomatice cu Israelul.
În preajma conferinței, Uniunea Sovietică, la fel și alte țări din Europa de est au restabilit relațiile diplomatice cu Israelul, pe care le-au rupt în 1967. Și China a stabilit relații diplmatice cu Israelul, iar India a ridicat relațiile diplomatice de la nivelul de consulat la cel de ambasadă.
Statele Unite au oferit Israelului o scrisoare de garanții prin care s-a angajat să nu sprijine înființarea unui stat palestinian independent și să nu implice Organizația pentru Eliberarea Palestinei în tratativele de pace.

## Mersul conferinței
În prima zi a conferinței au luat cuvântul:
- primul ministru al țării gazdă, Spania, Felipe Gonzalez
- președintele S.U.A., George Bush
- președintele U.R.S.S., Mihail Gorbaciov (aceasta a fost ultimul eveniment international la care Gorbaciov a participat ca președinte al Uniunii Sovietice)
- ministrul de externe al Țărilor de Jos, Hans van der Broek, reprezentând Comunitatea Europeană
- ministrul de externe al Egiptului, Amr Musa

În a doua zi au rostit discursuri reprezentanți ai țărilor în conflict, participante la Conferință
- primul ministru al Israelului, Itzhak Shamir
- ministrul de externe al Iordaniei, Kamel Abu Jaber
- conducătorul delegației palestiniene, dr.Haydar Abd al-Shafi
- ministrul de externe al Libanului, Fares Buez
- ministrul de externe al Siriei, Faruk Al-Sharaa

În a treia zi a conferinței, conducătorii delegațiilor părților în conflict, ministrul de externe al Egiptului, secretarul de stat al Statelor Unite, James Baker, ministrul de externe al Uniunii Sovietice, Aleksandr Bessmertnîh și ministrul de externe al Țărilor de Jos, au rostit cuvântările de încheiere.  
Unele dintre discursuri au fost pe un ton agresiv: în special, în discursul său de încheiere, Yitzhak Shamir a acuzat Siria că sponsorizează organizații teroriste și opresează comunitatea evreiască locală [9], iar Faruk Sharaa a acuzat Israelul și pe prim-ministrul Shamir personal de terorism și instigare a extremiștilor să atace locurile sfinte ale islamului și a declarat că lista crimelor Israelului ar putea ocupa volume întregi și nu va fi suficient spațiu pentru aceasta într-un discurs de cincisprezece minute [10].